# Rodigo
Rodigo är en ort och kommun i provinsen Mantua i regionen Lombardiet i Italien. Kommunen hade 5 283 invånare (2018).